# Carlos Herrera y Luna
Carlos Herrera y Luna (26 de outubro de 1856 – 3 de julho de 1930) foi Presidente da Guatemala de 15 de abril de 1920 a 10 de dezembro de 1921, data em que foi deposto por um golpe de estado, liderado por José María Orellana juntamente com os generais Miguel Larrave e José María Lima. O primeiro sucedeu-lhe no cargo de Presidente.

## Biografia

### Negócios
Herrera Luna foi um empresário açucareiro de sucesso, desenvolvendo a fábrica de açúcar Pantaleón em Santa Lucía Cotzumalguapa e as usinas de açúcar Concepción e El Baúl em Escuintla no início do século XX. A Pantaleón Sugar Holdings é hoje uma das 10 maiores empresas açucareiras da América, com usinas na América do Sul e Central.

### Presidência
Após a derrubada de Manuel Estrada Cabrera em 14 de abril de 1920, os líderes do Partido Unionista, em sua maioria conservadores, negociaram com os líderes liberais do regime de Cabrera para que pudessem nomear o novo gabinete. No entanto, os líderes liberais foram mais espertos que os conservadores e nomearam Herrera Luna no cargo, apesar de ele ter servido como representante liberal por todos os 22 anos que durou o governo de Estrada Cabrera; além disso, eles também nomearam vários membros-chave do governo deposto na nova administração. Nestas condições, os negócios que a Estrada Cabrera tinha fechado com a United Fruit Companytinha certeza de segurar. Porém, como um homem de negócios experiente, Herrera Luna percebeu que todas essas concessões davam muito poder à UFCO sem nenhum benefício real para a Guatemala em troca e não as aceitava.

#### Educação
Herrera Luna concedeu vários benefícios à Universidade Nacional após suas valiosas contribuições para a revolução contra o regime de Estrada Cabrera:
- Autonomia para eleger autoridades;
- Uma casa para os alunos montarem e criarem seu corpo discente.

#### Golpe de Estado
Herrera foi deposto em um golpe, liderado por José María Orellana, em dezembro de 1921, depois que Herrera resistiu em aprovar as concessões feitas à United Fruit Company e suas subsidiárias por seu antecessor, Manuel Estrada Cabrera. Ele posteriormente foi para o exílio na França.